# Најлепше године
„Најлепше године” је југословенски ТВ мјузикл из 1978. године који је режирао Сава Мрмак.

## Улоге
| Глумац              | Улога |
| ------------------- | ----- |
| Неда Арнерић        |       |
| Мира Бањац          |       |
| Небојша Данчевић    |       |
| Стјепан Џими Станић |       |
| Зафир Хаџиманов     |       |
| Небојша Кунић       |       |
| Лео Мартин          |       |
| Драган Мијалковски  |       |
| Љубиша Милић        |       |
| Ташко Начић         |       |
| Маја Оџаклијевска   |       |
| Јован Радовановић   |       |
| Зарије Раковић      |       |

Остале улоге  ▼
| Глумац            | Улога                           |
| ----------------- | ------------------------------- |
| Ружица Сокић      |                                 |
| Боба Стефановић   |                                 |
| Љубиша Стошић     |                                 |
| Радојка Шверко    |                                 |
| Предраг Тасовац   |                                 |
| Милутин Васовић   |                                 |
| Бисера Велетанлић |                                 |
| Сенка Велетанлић  | (као Сенка Велетанлић-Петровић) |